# Pueri Cantores Resovienses
Katedralny Chór Chłopięco-Męski "Pueri Cantores Resovienses" − chór katedralny z siedzibą w Rzeszowie, członek Pueri Cantores.

## Historia
Chór został założony w 1985 przez znaną i cenioną chórmistrzynię Urszulę Jeczeń-Biskupską jako Rzeszowski Chór Chłopięco-Męski. Działał wtedy przy Kościele Podwyższenia Krzyża Świętego. W 1986 chór przeniósł się do Klasztoru o.o. Bernardynów. W 1993 chór kolejny raz zmienił lokalizację. Wtedy przeniósł się do obecnej siedziby - Katedry Najświętszego Serca Pana Jezusa. W 2010 po 25 latach z prowadzenia chóru zrezygnowała jego założycielka Urszula Jeczeń-Biskupska. Zastąpił ją absolwent Uniwersytetu Rzeszowskiego Marcin Florczak. Od września 2022 roku Katedralnym Chórem Chłopięco-Męskim Pueri Cantores Resovienses kieruje Edyta Kotula, natomiast rolę drugiego dyrygenta pełni Angelika Pacuta. 

## Osiągnięcia
2019 – Kalwaria Pacławska – IV Międzynarodowy Festiwal Kolęd i Pastorałek (I miejsce w kategorii „Chóry”) – 26-27 stycznia
2016 - Rzeszów - III Rzeszowski Festiwal Kolęd i Pastorałek - 30 stycznia
(chór otrzymał "Srebrny Dyplom" i statuetka)
2014 - Barczewo - XIII Międzynarodowy Festiwal Muzyki Chóralnej im. Feliksa Nowowiejskiego - 29-31 maja
(chór dostał Honorowy "Brązowy Dyplom" - III miejsce)
2010
– Belgia – 58 Europejski Konkurs Chórów Młodzieżowych w Neerpelt
(II miejsce w kategorii C, występ podczas mszy św. z chórem węgierskim)
– Kraków – Międzynarodowy Festiwal Pieśni Adwentowych i Bożonarodzeniowych – 11 grudzień
(wyróżnienie w kategorii C)
2009
– Rzeszów – XXIX Wojewódzki Konkurs a Cappella Dzieci i Młodzieży
(I miejsce)
– Bydgoszcz – XXIX Ogólnopolski Konkurs a Cappella Dzieci i Młodzieży
(zdobycie "Złotego Kamertona" oraz nagrodę specjalną Związku Kompozytorów Polskich)
2008
– Warszawa – IV Warszawski Międzynarodowy Festiwal Chóralny "Varsovia Cantus"
(I miejsce i zdobycie "Złotej Liry")
2007
– Warszawa – VII Ogólnopolski Konkurs Chórów "Caecilianum"
(II miejsce, nagroda specjalna Prezydenta Rzeczypospolitej L.Kaczyńskiego)
– Słowacja – XVIII Międzynarodowy Festiwal Muzyki Sakralnej w Koszycach
2006
– Niepołomice – VIII Małopolski Konkurs Chóralny o "Złotą Strunę"
(zdobycie "Złotej Struny")
– Czechy – Międzynarodowy Konkurs Chóralny "Olomouc 2006"
(dwa srebrne medale, koncert w Pradze)
2005
– Niemcy – Limburg, Międzynarodowy Festiwal Chórów Młodzieżowych
(srebrny medal w kategorii pieśni folklorystycznej, brązowy medal w kat. chórów dziecięcych, brązowy medal w kategorii chórów młodzieżowych)